# Juozas Grigaitis
Juozas Grigaitis (* 28. Februar 1881 in Paraišupys, Wolost Javaravas, jetzt Gemeinde Marijampolė; † 19. Januar 1947 in Dorothy, New Jersey) war ein litauischer Jurist, Richter, Generalleutnant.

## Leben
1904 absolvierte Grigaitis das Studium der Rechtswissenschaft an der Universität Moskau in Russland und diente danach  in der Leibgarde in Finnland, ab 1906 in der Kriegsintendantur Vilnius und Witebsk bei der Kaiserlich Russischen Armee. 
1919 wurde er von der Litauischen Armee mobilisiert. Von 1920 bis 1922 arbeitete er am Verteidigungsministerium Litauens. Von 1921 bis 1923 lehrte er bei den Hochschulkursen für Offiziere in Kaunas. Ab 1922 arbeitete er als Gehilfe des Staatsverteidigers im Militärgericht. Von 1923 bis 1926 war er Mitglied dieses Militärgerichts und arbeitete zeitweise als Gerichtspräsident. 1926 wurde er zum Generalleutnant befördert. Von 1927 bis 1933 leitete er als Gerichtspräsident das Bezirksgericht Kaunas. Von 1933 bis 1940 war er Richter am Lietuvos Vyriausiasis Tribunolas.
Grigaitis war einer der Gründer des Vereins Lietuvos teisininkų draugija.
Von 1941 bis 1944 war er Richter bei Apeliaciniai rūmai. 1944 emigrierte er nach Deutschland und 1946 in die USA.

## Auszeichnungen
- 1928: Gediminas-Orden, 3. Stufe